# خواكيم رودريغيث

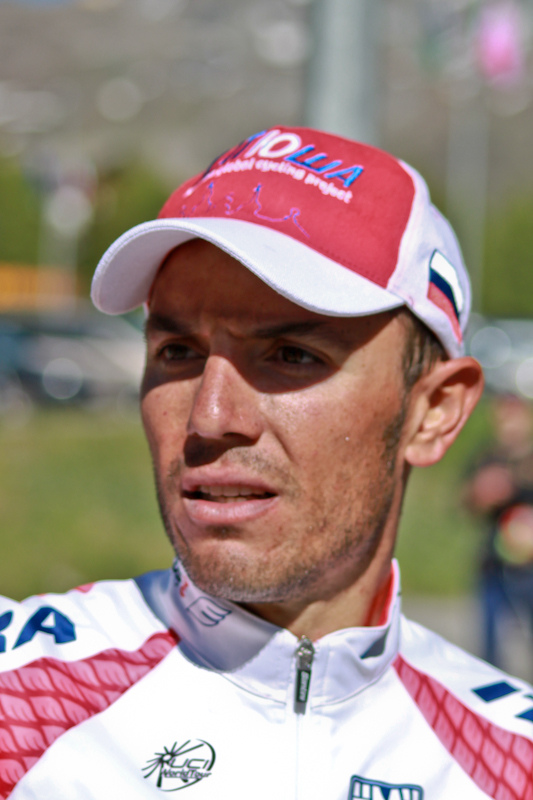
الدراج الإسباني خواكيم رودريغيث خلال طواف إيطاليا 2011.

خواكيم رودريغيث،(Joaquim Rodríguez)، المعروف إعلاميا بلقب بوريطو Purito، دراج إسباني، متخصص في صنف سباق الطريق. ولد في 12 ماي 1979 في برشلونة، إسبانيا. هو دراج محترف، منذ 2001، و ينتمي لفريق كاتوشا Katusha الروسي، منذ 2010. على المستوى التقني، نقط قوة خواكيم رودريغيث تكمن في المراحل الجبلية والنصف الجبلية.

## إنجازاته

### طواف إيطاليا
- 2012 : متصدر ترتيب النقط .

### طواف إسبانيا
- 2005 : متصدر ترتيب التسلق .
- 2012 : المرتبة الثانية، في الترتيب العام.

### بطولة العالملسباق الطريق
- 2003 : المرتبة الثالثة.

## روابط خارجية
- خواكيم رودريغيث على موقع الاتحاد الدولي للدراجات (الإنجليزية)
- خواكيم رودريغيث على موقع أرشيف الدراجات (الإنجليزية)
- خواكيم رودريغيث على موقع إحصائيات الدراجات الإحترافية (الإنجليزية)
- خواكيم رودريغيث على موقع نسبة الدراجات (الإنجليزية)
- خواكيم رودريغيث على موقع CycleBase (الإنجليزية)
- خواكيم رودريغيث على موقع أوليمبيديا (الإنجليزية)
- خواكيم رودريغيث على موقع AS.com (الإسبانية)